# Forest City (Missouri)
Pour les articles homonymes, voir Forest City.
Forest City est une ville du comté de Holt dans le Missouri, aux États-Unis,. Elle est incorporée en 1957. Forest City est baptisée en référence aux denses forêts situées à proximité du site originel de la ville. Elle est implantée au sud du comté, entre White Cloud (en), à l'ouest et Oregon, à l'est.

## Démographie
Lors du recensement de 2010, le village comptait une population de 268 habitants. Elle est estimée, en 2016, à 252 habitants.
| Groupe            | Forest City | Missouri | États-Unis |
| ----------------- | ----------- | -------- | ---------- |
| Blancs            | 95,5        | 82,8     | 72,4       |
| Autres            | 2,3         | 14,6     | 23,8       |
| Métis             | 1,1         | 2,1      | 2,9        |
| Amérindiens       | 1,1         | 0,5      | 0,9        |
| Total             | 100         | 100      | 100        |
|                   |             |          |            |
| Latino-Américains | 2,2         | 3,6      | 16,4       |

Selon l'American Community Survey, pour la période 2011-2015, 95,44 % de la population âgée de plus de 5 ans déclare parler l'anglais à la maison et 4,56 % l’espagnol.

## Source de la traduction
- (en) Cet article est partiellement ou en totalité issu de l’article de Wikipédia en anglais intitulé « Forest City, Missouri » (voir la liste des auteurs).